# Paweł Rańda
Pour les articles homonymes, voir Randa (homonymie).
Paweł Rafał Rańda, né le 20 mars 1979 à Wrocław, est un rameur polonais.

## Palmarès

### Jeux olympiques
- Médaille d'argent en quatre sans barreur poids léger à Pékin (2008)

### Championnats du monde d'aviron
- 8e en Skiff poids légers aux Championnats du monde d'aviron 1999
- 4e en Skiff poids légers aux Championnats du monde d'aviron 2000
- 7e en Skiff poids légers aux Championnats du monde d'aviron 2001
- 8e en quatre sans barreur poids léger aux Championnats du monde d'aviron 2002
- 12e en quatre sans barreur poids léger aux Championnats du monde d'aviron 2003
- 6e en Skiff poids légers aux Championnats du monde d'aviron 2004
- Médaille de bronze en deux de couple poids léger aux Championnats du monde d'aviron 2005 à Gifu
- 8e en quatre sans barreur poids léger aux Championnats du monde d'aviron 2006
- 8e en quatre sans barreur poids léger aux Championnats du monde d'aviron 2007
- Médaille de bronze en quatre sans barreur poids léger aux Championnats du monde d'aviron 2009 à Poznań